# Battaglia di Isie (669 a.C.)
La battaglia di Isie, avvenuta secondo la tradizione nel 669 a.C., vide contrapporsi Argo e Sparta. L'esito fu una sconfitta per i Lacedemoni, ma parlare di un'egemonia argiva nel Peloponneso durante il VII secolo a.C. prima di quella spartana, che verrà esercitata grazie alla Lega del Peloponneso fondata nella metà del VI sec a.C., sembra azzardato: il luogo dello scontro, Isie, è in pieno territorio argivo, il che fa pensare ad un'aggressione spartana sventata in extremis da parte di Argo.